# 한지우
한지우는 닌텐도의 비디오 게임 포켓몬스터가 원작인 일본의 애니메이션 포켓몬스터에 등장하는 등장인물이다. 파트너는 피카츄이다. 그리고 원작의 이름은 사토시(일본어: サトシ)이며, 한지우의 영어 이름은 애쉬 케첨(Ash Ketchum)이다. 아쉽게도 가라르지방에서 챔피언이 된 이후로 포켓몬 애니메이션에서 하차하게 되었고, 리코와 로드가 그 자리를 잇게 되었다.

## 정보
- 관동지방의 태초마을 출신이다.
- 포켓몬스터의 1화에서 지각을 하는 바람에 스타팅 포켓몬(이상해씨, 파이리, 꼬부기)을 받지 못해 피카츄를 대신 받았다.
- 오리지널편 초기는 조금 무신경적인 면이 있어, "단순한 바보"라고 비판되기도 했다. 자만이 강하고, 이로 인해 포켓몬 받기와 배틀에서 뼈아픈 실패를 하는 장면도 많이 보인다. 짐 리더등 자신보다 높은 지위에 있는 인물에 대해서도 다소 난폭하고 무례한 말투를 해서 문제가 되었었다. 또한 무엇보다 포켓몬 배틀이나 체육관 배틀을 계속 하고 싶어하는 일면이 눈에 띈다.
- 설정이 잡히지 않은 초기엔 의외로 최이슬에 버금가는 다혈질적인 모습을 보이는 스토리 버그도 있었다.
- 성도지방편 이후에는 연상의 인물에 대해 경어를 사용하게 자신과 동세대의 인물에게 도발적인 입담도 적어졌다.
- AG 이후에는 성격 또한 초기에 비해 침착한 태도를 많이 보이고 있어 경솔한 행동을 하고 실패와 꾸중한 것을 반성하고 이전보다 솔직하게 타인의 조언을 받게 되었다.
- DP에서는 자신과 비슷한 성격의 홍기에게 냉정하게 말한다. 진철의 도발을 받아 넘겨 냉정하게 대화한다.
- 베스트 위시에서는 카베르네의 혹평에 급박한 분노를 보이지 않고 곤란한 리액션을 하는 아이리스의 "아이"라 하는 발언이나 슈티의 무정한 태도에 쓴웃음하는 등 지금까지 이상으로 정신적 성장이 엿보인다. 또한 도발당하고 욱할 수도 있었지만, 자신에 대해 무정한 태도를 가지는 진철이나 슈티에 대해 적극적으로 사이가 좋아지게 되고자 하는 면도 보인다.
- 지우의 어머니는 영자이며, 마임맨(이름은 마임돌이)과 함께 살고 있다.
- 지우의 아버지는 지우가 태어나자마자 여행을 떠나서 지우는 아버지의 얼굴도 모르고 자랐다고 한다. 그리고 아직 한번도 등장하지 않았다.
- 생일은 5월 22일이다.
- 포켓몬스터W의 13화에서 가라르지방 챔피언 단델과 거다이맥스를 사용하여 전투했다. 그러나 패배하였다.
- 포켓몬스터W의 132화에서 결승전에서 단델을 꺾고 마스터리그 우승을 했다.
- 6킬로그램짜리 피카츄를 가볍게 어깨에 올리는 것부터 999.9kg의 코스모움을 가볍게 드는 초싸이언이다.

## 리그 경력
- 포켓몬 리그 - 석영대회(1998년 12월 1일 ~ 1999년 1월 21일): 16강
- 오렌지 리그(1999년 9월 2일 ~ 9일): 명예 트레이너 인증
- 성도 리그 - 은빛대회(2002년 9월 12일 ~ 10월 31일): 8강
- 호연 리그 - 그랜드대회(2005년 4월 21일 ~ 6월 16일): 8강
- 배틀 프런티어(2005년 6월 23일 ~ 2006년 8월 31일): 배틀 프런티어 완전제패
- 신오 리그 - 영란대회 (2010년 7월 1일 ~ 8월 26일): 4강
- 하나 리그 - 마고자대회(2012년 11월 22일 ~ 2013년 1월 10일): 8강
- 칼로스 리그 - 미르대회(2016년 6월 30일 ~ 8월 18일): 준우승
- 알로라 리그 - 마나로대회(2019년 6월 30일 ~ 10월 20일): 우승(초대 챔피언)
- 포켓몬 월드 챔피언십 - 마스터즈 토너먼트(2022년 6월 17일 ~ 11월 12일): 우승(세계 최강의 챔피언)

## 현재 소지하고 있는 포켓몬

### 피카츄 (파트너 포켓몬)
| 포켓몬            | 도감번호 | 첫등장                           | 마지막 등장 | 현재 사용 기술 |
| ----------------- | -------- | -------------------------------- | ----------- | --- |
| 피카츄 성별: 수컷 | #025     | 포켓몬스터 제 1화 1997년 4월 1일 | 현재 소지중 | 메가진화 불가능 100만볼트<>천만볼트<>거다이만뢰 전광석화<>울트라대시어택<>다이어택 아이언테일<>초월나선연격<>다이스틸 일렉트릭볼<>스파킹기가볼트<>거다이만뢰 일렉트릭네트 <>볼트태클 |

### 현재 파트너(피카츄)외에 소지하고 있는 포켓몬

#### 망나뇽
다른 사람이나 포켓몬을 안아주는 것을 좋아한다. 망나뇽의 섬에서 신뇽의 진화를 도와주는 것을 계기로 잡았다. 현재 채박사 파크에 들어가 있다.

#### 팬텀
혼자 미라몽 두마리를 쓰러트리고 라이츄까지 쓰러뜨렸다. 어떤 트레이너에게 버림받은 기억이 있다.

#### 리오르→루카리오
포켓몬스터 W 파트 21화에서 잡았다. 알에서 깨어나 얌전한 롱스톤을 화나게 하였다. 고집이 세다. 무한다이노 편에서 진화해 너트령과 대왕끼리동을 쓰러뜨리고 에이스번과 함께 무한다이노를 공격했지만 효과가 별로였다.

#### 가라르 파오리→창파나이트
튼튼하다 알려진 토쇠골의 철골을 부셨다.
포켓몬스터 W 60화에서 창파나이트로 진화해서 예전에 진 엘레이드에게 복수를 했다.

#### 어래곤
지우가 가라르 지방에서 첫번째로 잡은 화석 포켓몬.
현재 채박사 파크에 들어가 있다.
전용기인 아가미물기로 하루와 이브이를 바위에서 꺼내주고 아이리스의 망나뇽을 쓰러트렸다. 여담으로 포켓몬스터 세계관(게임 제외)에서 어래곤을 가지고 있는 트래이너는 지우가 유일하다고 하다.

## 과거에 소지했던 포켓몬

### 관동, 성도지방의 포켓몬들
- 캐터피→단데기→버터플
- 피죤→피죤투
- 이상해씨
- 파이리→리자드→리자몽
- 꼬부기
- 크랩→킹크랩
- 성원숭
- 질뻐기
- 켄타로스 X30
- 마임맨
- 라프라스
- 잠만보
- 헤라크로스
- 치코리타→베이리프
- 브케인→마그케인
- 리아코
- 야부엉(이로치)
- 코코리→코리갑
- 애버라스

### 호연지방의 포켓몬들
- 테일로→스왈로
- 나무지기→나무돌이→나무킹
- 가재군
- 코터스
- 눈꼬마→얼음귀신
- 에이팜→겟헨보숭

### 신오지방의 포켓몬들
- 찌르꼬→찌르버드→찌르호크
- 모부기→수풀부기→토대부기
- 불꽃숭이→파이숭이→초염몽
- 브이젤
- 글라이거→글라이온
- 딥상어동

### 하나지방의 포켓몬들
- 콩둘기→유토브→켄호로우
- 수댕이
- 뚜꾸리→차오꿀
- 주리비얀
- 곤율랭
- 두르보→두르쿤→모아머
- 두까비
- 단굴→암트르
- 악비르→악비아르

### 칼로스지방의 포켓몬들
- 개굴마르→개굴반장→개굴닌자
- 화살꼬빈→불화살빈→파이어로
- 루차불
- 미끄메라→미끄네일→미끄래곤
- 음뱃→음번

### 알로라지방의 포켓몬들
- 나몰빼미
- 암멍이→루가루암(황혼의 모습)
- 냐오불→냐오히트→어흥염
- 코스모그→코스모음→솔가레오
- 베베놈→아고용
- 멜탄→멜메탈

### 가라르지방의 포켓몬들
- 망나뇽
- 팬텀
- 리오르→루카리오
- 가라르 파오리→창파나이트
- 어래곤

## 에이스 포켓몬

### 관동, 성도지방
- 파이리→라자드→리자몽

### 호연지방
- 나무지기→나무돌이→나무킹

### 신오지방
- 불꽃숭이→파이숭이→초염몽

### 하나지방
- 악비르→악비아르

### 칼로스지방
- 개굴마르→개굴반장→개굴닌자

### 가라르지방
- 리오르→루카리오

## 같이 보기
- 포켓몬스터